# Arancialia captonia
Arancialia captonia is een hydroïdpoliep uit de familie Rhodaliidae. De poliep komt uit het geslacht Arancialia. Arancialia captonia werd in 2005 voor het eerst wetenschappelijk beschreven door Hissman. 